# Osage (Iowa)
Osage es una ciudad ubicada en el condado de Mitchell en el estado estadounidense de Iowa. En el Censo de 2010 tenía una población de 3619 habitantes y una densidad poblacional de 624,35 personas por km².

## Geografía
Osage se encuentra ubicada en las coordenadas 43°16′58″N 92°48′41″O / 43.28278, -92.81139. Según la Oficina del Censo de los Estados Unidos, Osage tiene una superficie total de 5.8 km², de la cual 5.8 km² corresponden a tierra firme y (0%) 0 km² es agua.

## Demografía
Según el censo de 2010, había 3619 personas residiendo en Osage. La densidad de población era de 624,35 hab./km². De los 3619 habitantes, Osage estaba compuesto por el 98.15% blancos, el 0.25% eran afroamericanos, el 0.11% eran amerindios, el 0.28% eran asiáticos, el 0% eran isleños del Pacífico, el 0.55% eran de otras razas y el 0.66% pertenecían a dos o más razas. Del total de la población el 1.33% eran hispanos o latinos de cualquier raza.